# MediaTek

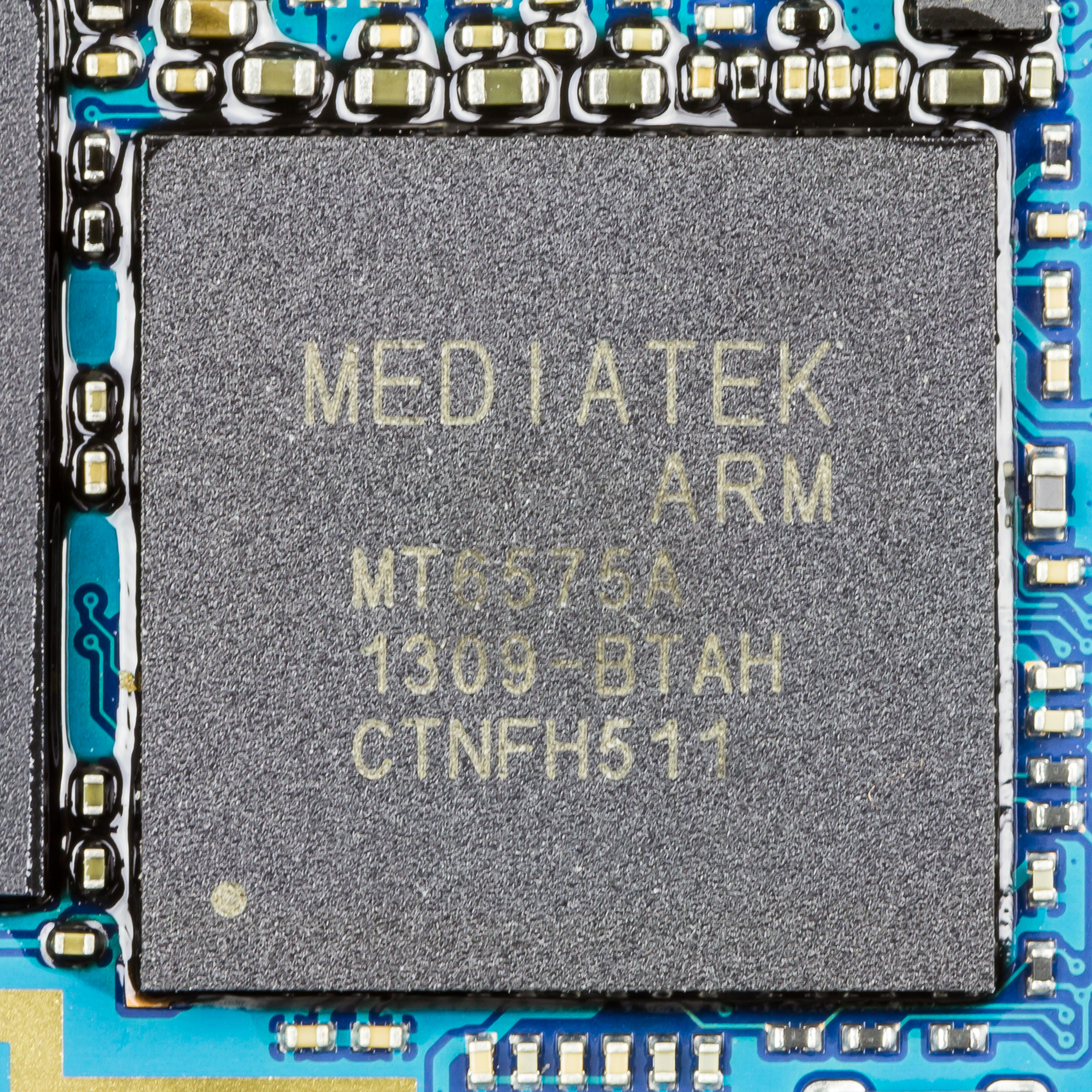
Một chip Mediatek MT6575A bên trong điện thoại thông minh Android LG E455

MediaTek Inc. ((tiếng Trung: 聯發科技股份有限公司; bính âm: Liánfā Kējì Gǔfèn Yǒuxiàn Gōngsī), Hán Việt: Liên Khẩu Khoa Kỹ Cổ Phần Công Ty) đôi khi được viết tắt là MTK, là một doanh nghiệp thiết kế bán dẫn của Đài Loan chuyên thiết kế và sản xuất nhiều loại sản phẩm bán dẫn, cung cấp chip cho truyền thông không dây, truyền hình độ nét cao, thiết bị di động cầm tay như điện thoại thông minh và máy tính bảng, hệ thống định vị, sản phẩm đa phương tiện tiêu dùng và dịch vụ đường dây thuê bao kỹ thuật số cũng như ổ đĩa quang.
Được thành lập vào năm 1997 có trụ sở tại Tân Trúc, công ty có 41 văn phòng trên toàn cầu và là nhà thiết kế chip không có nhà máy lớn thứ ba trên toàn thế giới vào năm 2016. Công ty cũng cung cấp cho khách hàng các thiết kế tham khảo. MediaTek đã trở thành nhà cung cấp chipset điện thoại thông minh lớn nhất với 31% thị phần trong quý 3 năm 2020. Điều này được hỗ trợ bởi hiệu suất mạnh mẽ của hãng tại các khu vực như Trung Quốc và Ấn Độ.

## Lịch sử
MediaTek ban đầu là một bộ phận của công ty Đài Loan, United Microelectronics Corporation (UMC), có nhiệm vụ thiết kế chipset cho các sản phẩm giải trí gia đình. Ngày 28 tháng 5 năm 1997, đơn vị này đã được tách ra và cơ cấu lại. MediaTek Inc. được niêm yết trên Taiwan Stock Exchange (TSEC)  theo mã "2454" vào ngày 23 tháng 7 năm 2001.
Công ty bắt đầu bằng việc thiết kế chipset cho ổ đĩa quang và sau đó mở rộng sang chip cho đầu đĩa DVD, TV kỹ thuật số, điện thoại di động, điện thoại thông minh và máy tính bảng. Nhìn chung, MediaTek đã có thành tích mạnh mẽ trong việc giành được thị phần và đánh bại các đối thủ cạnh tranh sau khi thâm nhập vào các thị trường mới.
Công ty đã thành lập một bộ phận để thiết kế sản phẩm cho thiết bị di động vào năm 2004. Bảy năm sau, công ty đã nhận được đơn đặt hàng cho hơn 500 triệu đơn vị hệ thống trên chip di động mỗi năm, bao gồm các sản phẩm cho điện thoại phổ thông và thiết bị thông minh. Bằng cách cung cấp hệ thống hỗ trợ kỹ thuật mở rộng, công ty đã cho phép nhiều công ty nhỏ hơn và những nhân tố mới tham gia vào thị trường điện thoại di động trước đây bị thống trị bởi các tập đoàn lớn, thường tích hợp theo chiều dọc và từ lâu đã thâm nhập sâu rộng vào ngành viễn thông. Thị trường chip di động nhanh chóng trở thành động lực tăng trưởng chính cho công ty.
Tại Mobile World Congress 2014, MediaTek đã công bố thương hiệu mới "Everyday Genius", đặt tên là "Super-mid market", với tầm nhìn và mục tiêu là làm cho điện thoại thông minh dễ tiếp cận hơn với giá cả phải chăng cho thị trường rộng lớn hơn.
Tính đến tháng 11 năm 2014, hơn 1500 mẫu điện thoại di động chiếm 700 triệu chiếc đã được xuất xưởng trên toàn cầu vào năm 2014, sử dụng chip MediaTek và công ty đã công bố doanh thu 5,3 tỷ đô la Mỹ trong nửa đầu năm 2014, gần bằng cả năm 2013. Tuy nhiên, tăng trưởng doanh thu một phần là do ghi nhận doanh thu từ việc mua lại MStar có hiệu lực vào đầu năm 2014.
Vào tháng 9 năm 2019, MediaTek đã hợp tác với VVDN Technologies để thiết kế, sản xuất các giải pháp AIoT thế hệ mới.
Ngày 25 tháng 11 năm 2019, MediaTek và Intel đã công bố quan hệ đối tác để đưa 5G vào PC vào năm 2021. MediaTek đã vượt qua Qualcomm để trở thành nhà cung cấp chipset điện thoại thông minh lớn nhất thế giới vào quý 3/2020, chủ yếu là do sự tăng trưởng đáng kể ở thị trường Ấn Độ và Mỹ Latinh.
Tháng 5 năm 2023, công ty đã công bố sự hợp tác mới với Nvidia, sử dụng Dimensity để cung cấp sức mạnh cho các hệ thống thông tin giải trí trên xe tiên tiến dành cho các nhà sản xuất ô tô.

## Mua lại
Năm 2005, MediaTek đã mua lại Inprocomm, một công ty thiết kế bán dẫn không dây sản xuất chip 802.11a, b và a/g.
Ngày 10 tháng 9 năm 2007, MediaTek đã công bố ý định mua lại các bộ phận chipset băng tần cơ sở và radio di động của Analog Devices với giá 350 triệu đô la Mỹ. Việc mua lại đã hoàn tất vào ngày 11 tháng 1 năm 2008.
Ngày 5 tháng 5 năm 2011, MediaTek đã mua lại Ralink Technology Corporation, để có được các sản phẩm và chuyên môn về công nghệ Wi-Fi cho các ứng dụng di động và không di động, cũng như kết nối DSL và Ethernet có dây.
Ngày 11 tháng 4 năm 2012, MediaTek đã mua lại Coresonic, một nhà sản xuất toàn cầu về các sản phẩm xử lý tín hiệu kỹ thuật số có trụ sở tại Linköping, Thụy Điển. Coresonic đã trở thành công ty con do MediaTek sở hữu hoàn toàn tại Châu Âu.
Ngày 22 tháng 6 năm 2012, MediaTek thông báo sẽ mua lại một công ty thiết kế chipset Đài Loan đối thủ là MStar Semiconductor Inc., công ty này nắm giữ vị thế thị phần mạnh mẽ trong lĩnh vực chip truyền hình kỹ thuật số. Trong giai đoạn đầu của thỏa thuận, MediaTek nắm giữ 48% cổ phần, với tùy chọn mua lại phần cổ phần còn lại sau đó. Việc sáp nhập sau đó giữa MediaTek và MStar đã bị trì hoãn do lo ngại về luật chống độc quyền ở Trung Quốc và Hàn Quốc và được hoàn tất vào ngày 1 tháng 2 năm 2014.
ngày 7 tháng 9 năm 2015, MediaTek thông báo sẽ mua Richtek Technology Corp., một nhà cung cấp IC tương tự và IC quản lý nguồn không có nhà máy có trụ sở tại Hsinchu, Đài Loan. Richtek đã trở thành công ty con hoàn toàn của MediaTek sau khi hoàn tất việc mua lại vào quý 2 năm 2016.